# Radio Vitoria
Gasteiz Irratia-Radio Vitoria, S.A., o simplemente Radio Vitoria, fue una emisora de radio y empresa de la ciudad alavesa de Vitoria en el País Vasco en  España. Fue  adquirida por el gobierno vasco para constituir el embrión del grupo de comunicación audiovisual público del País Vasco en España. 
Fundada en 1934 por Francisco Hernández Peña y adquirida en 1982 por el gobierno vasco pasó a integrarse, junto con Eusko Irratia-Radiodifusión Vasca S.A. en la radio pública vasca. Tras su disolución e integración en EITB Media en 2020, es una  cadena de radio generalista que forma parte de empresa pública, dependiente del gobierno vasco, EITB Media S.A.U. que conforma, junto con el Ente Público Euskal Irrati Telebista-Radio Televisión Vasca (EITB), el grupo público de comunicación de la Comunidad autónoma del País Vasco.
Emite desde la capital alavesa  para todo el territorio alavés. Su programación es comercial y diversa, compuesta fundamentalmente por la información política y económica, los deportes, la cultura, el humor y el entretenimiento, vinculada a Vitoria y a Álava. 
En el año 2000 se realizó el cambio de ubicación de sus instalaciones renovando completamente su equipamiento técnico e incluyendo en ellas la corresponsalía de Euskal Telebista, la televisión del grupo en la capital vasca.

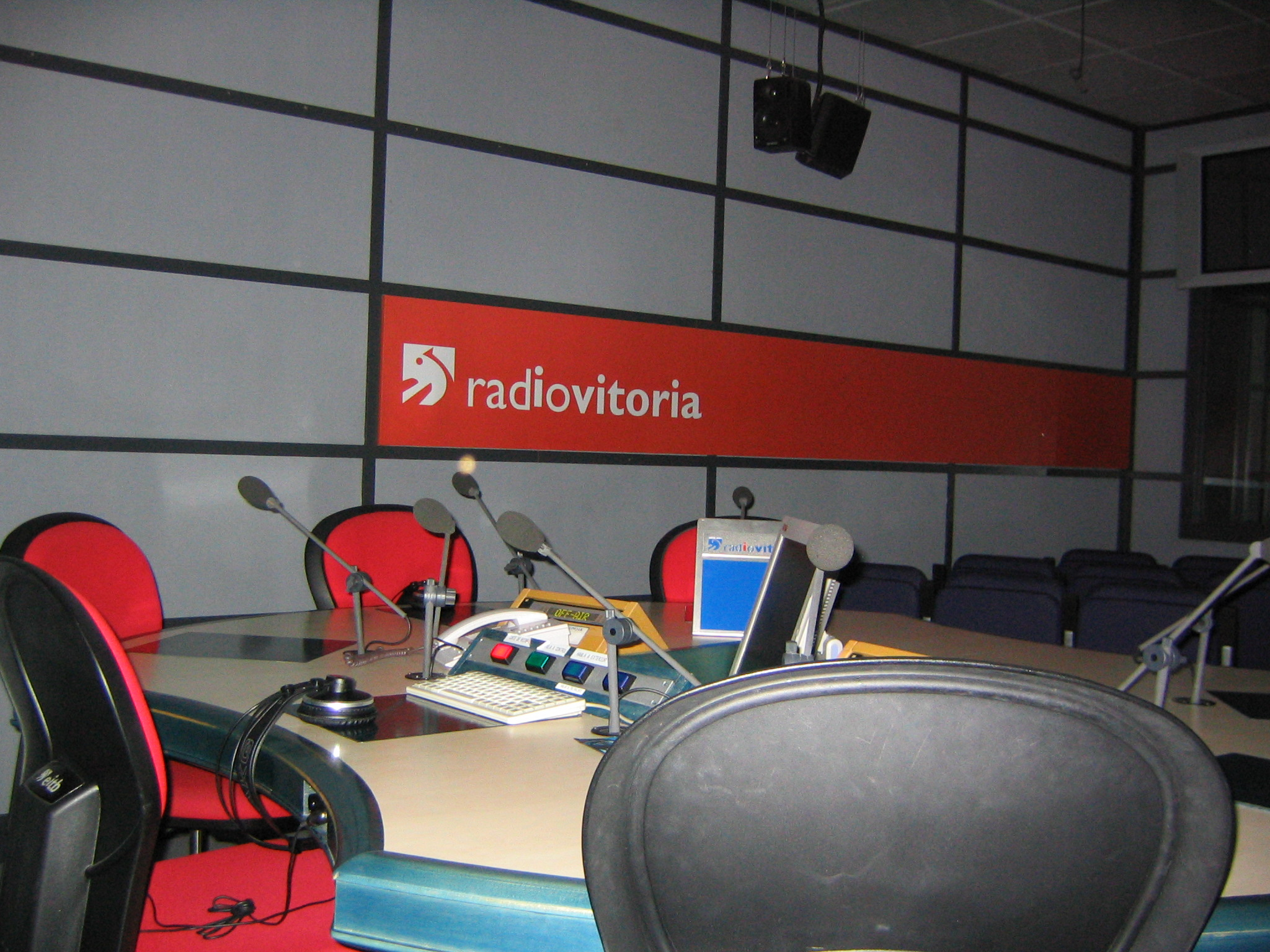
Vista de un locutorio de las instalaciones de Radio Vitoria.

## Programación
Estos son algunos de los programas que se emiten actualmente:
- Radio Vitoria gaur. Es el gran magacine de actualidad y entretenimiento de a la franja de la mañana. Desde las 7 y media de la mañana y hasta la 1 de la tarde, un espacio diverso en el que prima a la actualidad en directo, a la opinión, la tertulia, principalmente vinculada con la sociedad alavesa.

- Araba Gaur. Es el informativo de Radio Vitoria con una primera edición de 8:05  a 8:30, una segunda de 13:30 a 14 h y una edición vespertina de 19:30 a 20:00h.

- Déjate Llevar. el magacine de las mañanas del fin de semana.

- Radio Vitoria deportes. Bajo esta marca se aglutinan todos los espacios deportivos de la emisora.  Se hace un especial seguimiento de los equipos alavés como el Baskonia,  Alavés, equipo de fútbol de la ciudad. Se complementa con un magacine deportivo los fines de semana entre las 18 y las 20h.

- Radio Vitoria jazz. La emisora está muy vinculada al Festival de Jazz de Vitoria. Suele emitir en directo sus conciertos más importantes. Mantiene en antena los programas El Jazz todos los domingos a las 23 horas, y Club de Jazz todos los festivos a las once de la noche.

## Canales de difusión
Radio Vitoria emite en varios canales de frecuencia modulada y difunde su señal en internet a través de la web de EITB.  Desde su fundación en 1934 emitió en Onda Media, en el canal 1602, que abandonó en el año 2013.

## Imagen corporativa
La imagen corporativa, representada por los diferentes logotipos que se han usado, ha tendido en el tiempo a la convergencia con el de la televisión del mismo grupo de comunicación. Hasta 1992 el logotipo estaba centrado en la radio, un juego con las iniciales "E", "I" de Euskadi Irratia, Radio Euskadi aprovechando el punto de la "i" como micrófono o emisor y pintando en él los colores de la bandera vasca, la Ikurriña, bajo el conjunto la leyenda de "Radio Vitoria". En 1992 se introduce directamente el logotipo de la televisión, el popular "Txori" (pájaro) que es una composición de las iniciales de Euskal TeleBista, ETB, la "E" simulan las alas con los colores de la ikurriña, la "B" la cabeza y el cuerpo y la "T" las patas, incluido dentro de un micrófono como muestra de radio y la leyenda clara y destacada. En el año 2000 la dirección del grupo de comunicación realiza un cambio en el logotipo de la televisión, manteniendo la idea del pájaro, del "txori", se simplifica este. Se hace un diseño simple en el que no queda ninguna referencia simbólica a la radio, siendo la leyenda quien lo expresa. Por primera vez aparece la "i" de "radio" en rojo.
En el 2008, coincidiendo con el cambio de sede y de instalaciones se realiza un logotipo que pertenece a una colección uniforme para todas las empresas y cadenas del grupo, tanto radio como televisión es internet, así como la empresa matriz. Se usa la silueta del "Txori" en azul y a su lado se pone la denominación de la empresa o del canal, en el caso de la radio, se mantiene la "i" en rojo.  En el año 2015 se opta por el rojo como único color para todo el logotipo y como color de la cadena.
Radio Vitoria cuenta con una radio efímera que reaparece cada año durante una semana para el Festival de Jazz de Vitoria dedicada exclusivamente al mismo.

## Frecuencias
Álava
- Aramayona: 93.3 FM
- Bóveda: 91.8 FM
- Cuartango: 105.8 FM
- Fresneda: 103.9 FM
- Samaniego: 102.8 FM
- Santa Cruz de Campezo: 106.5 FM
- Vitoria: 104.1 FM

 Vizcaya
- Orduña: 92.8 FM

 Navarra
- Tudela: 106.5 FM